# گنتری (تگزاس)
گنتری (به انگلیسی: Gentry) یک منطقهٔ مسکونی در ایالات متحده آمریکا است که در شهرستان پاتر، تگزاس واقع شده‌است. گنتری ۱٬۰۵۷٫۹۷ متر بالاتر از سطح دریا واقع شده‌است.